# أبويط
قرية أبويط هي إحدى القرى التابعة لمركز الواسطى في محافظة بني سويف في جمهورية مصر العربية. حسب إحصاءات سنة 2006، بلغ إجمالي السكان في أبويط 12004 نسمة، منهم 6317 رجل و5687 امرأة.